# Zespół dworski w Wilkowie
Zespół dworski w Wilkowie  – zespół dworski znajdujący się w Wilkowie, w gminie Kocmyrzów-Luborzyca, w powiecie krakowskim, w Polsce.
Pierwotny budynek pochodzi zapewne z XVIII wieku. W drugiej połowie XIX wieku z inicjatywy Józefa Zubrzyckiego został rozbudowany. Dzisiejszy wygląd wiejskiego domu szwajcarsko-normandzkiego zawdzięcza kolejnej przebudowie na początku XX wieku dokonanej przez Józefa Benedykta Zubrzyckiego (1864–1930). Ostatnim właścicielem był Józef Feliks Zubrzycki (1894–1970) wraz z żoną Zofią z Madejskich (1896–1969).
Obiekt, w skład którego wchodzi dwór wraz z parkiem, został wpisany do rejestru zabytków nieruchomych województwa małopolskiego.